# 牛庄镇 (海城市)
牛庄镇是中华人民共和国辽宁省鞍山市海城市的一个镇，地处海城县城以西20公里。牛庄镇辖区总面积53平方公里，辖区人口约3.7万。该地辽、金两代时辽河在附近入海，商船(牛子)云集，故得名。1858年（清咸丰八年）6月，清政府签订《天津条约》，牛庄被列入通商口岸。发源于牛庄的东北高跷，被列为非物质文化遗产。2007年，牛庄镇被批准为辽宁省级历史文化名镇。 2008年12月，牛庄镇被列为第4批中国历史文化名镇。

## 行政区划
牛庄镇下辖以下地区：
北关社区、东关社区、南关社区、西关社区、振兴社区、牛庄社区、东园村、隆泉村、向阳村、西园村、西头村、西二村、西小村、双当铺村和里家村。